# 옐카 판 하우턴
옐카 판 하우턴(Jelka van Houten, 1978년 9월 1일 ~ )은 네덜란드의 배우이다.

## 출연 작품
- 울 엄마 재키 (2012)
- 도미노 이펙트 (2012)
- 인디안 (2009)